# Thulani Malinga
Pour les articles homonymes, voir Malinga.
Thulani Malinga est un boxeur sud-africain né le 15 décembre 1955 à Ladysmith.

## Carrière
Passé professionnel en 1981, il devient successivement champion d'Afrique du Sud des poids moyens entre 1986 et 1989 puis des mi-lourds à quatre reprises entre 1986 et 1994 et des poids super-moyens en 1995. Malinga remporte également le titre Africain ABU de cette catégorie en 1994 et malgré trois précédents échecs, il parvient à décrocher la ceinture de champion du monde WBC des super-moyens en disposant de Nigel Benn le 2 mars 1996. Battu dès le combat suivant par Vincenzo Nardiello, il remporte à nouveau cette ceinture WBC aux dépens de Robin Reid le 19 décembre 1997 puis la cède définitivement le 27 mars 1998 face à Richie Woodhall.